# Bukovica (Laktaši)
Bukovica (szerbül: Буковица), település Bosznia-Hercegovinában, Laktaši községben, Bosanska krajina területén, a Szerb Köztársaságban. 

## Fekvése
Bosznia-Hercegovina északi részén, Banja Lukától légvonalban 11, közúton 14 km-re északra, községközpontjától légvonalban 8, közúton 14 km-re délnyugatra, a Banjalučka Kozara-hegység területén, a Bukovica-patak völgyében és a környező hegyeken szétszórtan, 200-420 méteres magasságban fekszik. 

## Népessége
| Nemzetiségi csoport | Népesség 1991 | Népesség 2013 |
| ------------------- | ------------- | ------------- |
| Szerb               | 12            | 592           |
| Bosnyák             | 0             | 2             |
| Horvát              | 491           | 26            |
| Jugoszláv           | 7             | 1             |
| Egyéb               | 48            | 26            |
| Összesen            | 558           | 647           |

## Története
A Stupčevica lelőhelyen talált római leletek a bizonyságai annak, hogy itt már az ókorban is éltek emberek. A katolikus horvátok lakta település 1878-ig tartozott az Oszmán Birodalomhoz, ekkor a berlini kongresszus határozata alapján az Osztrák-Magyar Monarchia része lett. 1879-ben az első osztrák-magyar népszámlálás során a Banja Luka-i járáshoz tartozó településnek 22 háztartása és 222 római katolikus lakosa volt. 1910-ben a Banja Luka-i járáshoz tartozó településen 52 háztartást, 333 római katolikus és 5 görög katolikus lakost találtak. A monarchia szétesésével 1918-ban előbb a Szerb-Horvát-Szlovén Királyság, majd 1929-től a Jugoszláv Királyság része. 1921-ben a községnek 60 háztartása és 378 lakosa volt. Az 1929-es törvény értelmében, amikor Bosznia-Hercegovinát négy banovinára, Drinskára, Vrbaskára, Zetskára és Primorskára osztották, a település a Vrbaska banovina része lett, amelynek székhelye Banja Luka volt. 
Jugoszlávia megszállása után a Független Horvát Állam (NDH) része lett. A második világháború után a szocialista Jugoszláviához tartozott. A boszniai háború végén a horvát lakosságot kitelepítették, helyükre szerbek érkeztek. A daytoni békeszerződést követő területfelosztásnál Laktaši község részeként a Szerb Köztársaság területéhez került. 

## Nevezetességei
- Stupčevica – az enyhe magaslaton a múltban vas és bronz lándzsahegyet és római eredetű fekete kerámiatöredékeket találtak.[4]